# Unterseeboot 713
L'Unterseeboot 713 ou U-713 est un sous-marin allemand (U-Boot) de type VIIC utilisé par la Kriegsmarine pendant la Seconde Guerre mondiale.
Le sous-marin fut commandé le 7 décembre 1940 à Hambourg (H. C. Stülcken Sohn), sa quille fut posée le 21 octobre 1941, il fut lancé le 24 septembre 1942 et mis en service le 29 décembre 1942 de l'Oberleutnant zur See Henri Gosejacob.
L'U-713 n'endommagea ou ne coula aucun navire au cours des 4 patrouilles (147 jours en mer) qu'il effectua.
Il fut porté disparu en mer de Norvège, en février 1944.

## Conception
Unterseeboot type VII, l'U-713 avait un déplacement de 769 tonnes en surface et 871 tonnes en plongée. Il avait une longueur totale de 67,10 m, un maître-bau de 6,20 m, une hauteur de 9,60 m et un tirant d'eau de 4,74 m. Le sous-marin était propulsé par deux hélices de 1,23 m, deux moteurs diesel Germaniawerft M6V 40/46 de 6 cylindres en ligne de 1 400 cv à 470 tr/min, produisant un total de 2 060 à 2 350 kW en surface et de deux moteurs électriques Garbe, Lahmeyer & Co. RP 137/c de 375 cv à 295 tr/min, produisant un total 550 kW, en plongée. Le sous-marin avait une vitesse en surface de 17,7 nœuds (32,8 km/h) et une vitesse de 7,6 nœuds (14,1 km/h) en plongée. Immergé, il avait un rayon d'action de 80 milles marins (150 km) à 4 nœuds (7,4 km/h; 4,6 milles par heure) et pouvait atteindre une profondeur de 230 m. En surface son rayon d'action était de 8 500 milles nautiques (soit 15 700 km) à 10 nœuds (19 km/h).
L'U-713 était équipé de cinq tubes lance-torpilles de 53,3 cm (quatre montés à l'avant et un à l'arrière) qui contenait quatorze torpilles. Il était équipé d'un canon de 8,8 cm SK C/35 (220 coups) et d'un canon antiaérien de 20 mm Flak. Il pouvait transporter 26 mines TMA ou 39 mines TMB. Son équipage comprenait 4 officiers et 40 à 56 sous-mariniers.

## Historique
Il effectue son temps d'entraînement initial dans la 8. Unterseebootsflottille jusqu'au 30 juin 1943, il rejoint son unité de combat dans 11. Unterseebootsflottille puis dans la 13. Unterseebootsflottille à partir du 1er novembre 1943.
Sa première patrouille est précédée d'un court trajet de Kiel à Bergen. Elle commence le 3 juillet 1943 au départ de Bergen pour les eaux Arctiques, l'amenant jusqu'en mer du Groenland. Après 49 jours en mer, il rejoint son port nouveau d'attache de Skjomenfjord le 20 août 1943.
Sa deuxième patrouille, du 8 septembre au 27 octobre 1943, soit cinquante jours en mer, se passe près des côtes du Svalbard, sans succès.
Sa troisième patrouille se déroule du 22 novembre au 9 décembre 1943, soit dix-huit jours en mer. Il opère en mer de Barents sans plus de succès.
Après un passage à Trondheim, l'U-713 quitte Narvik pour sa quatrième et ultime patrouille le 5 février 1944.

L'U-713 envoie son dernier message radio le 24 février 1944 à la position approximative 69° 21′ N, 3° 30′ E, lorsqu'il opérait contre le convoi JW-57. L'U-Boot est porté disparu le 26 février 1944 lorsqu'il ne signale plus sa position.
Les 50 membres d'équipage meurent dans cette disparition.

### Fait précédemment établi
- Coulé le 24 février 1944 au nord-ouest de Narvik à la position 69° 27′ N, 4° 53′ E, par des charges de profondeurs d'un Fairey Swordfish de l'HMS Chaser et du destroyer HMS Keppel.

## Affectations
- 8. Unterseebootsflottille du 29 décembre 1942 au 30 juin 1943 (Période de formation).
- 11. Unterseebootsflottille du 1er juillet 1943 au 31 octobre 1943 (Unité combattante).
- 13. Unterseebootsflottille du 1er novembre 1943 au 24 février 1944 (Unité combattante).

## Commandement
- Oberleutnant zur See Henri Gosejacob du 29 décembre 1942 au 24 février 1944.

## Patrouilles
|       | Commandant            | Départ           | Départ       | Arrivée          | Arrivée       | Jours     | Succès |
| ----- | --------------------- | ---------------- | ------------ | ---------------- | ------------- | --------- | ------ |
|       | Oblt. Henri Gosejacob | 29 juin 1943     | Kiel         | 2 juillet 1943   | Bergen        | 4 jours   |        |
| 1     | Oblt. Henri Gosejacob | 3 juillet 1943   | Bergen       | 20 août 1943     | Skjomenfjord  | 49 jours  |        |
| 2     | Oblt. Henri Gosejacob | 8 septembre 1943 | Skjomenfjord | 27 octobre 1943  | Narvik        | 50 jours  |        |
| 3     | Oblt. Henri Gosejacob | 22 novembre 1943 | Narvik       | 9 décembre 1943  | Narvik        | 18 jours  |        |
|       | Oblt. Henri Gosejacob | 12 décembre 1943 | Narvik       | 14 décembre 1943 | Trondheim     | 3 jours   |        |
|       | Oblt. Henri Gosejacob | 3 février 1944   | Trondheim    | 5 février 1944   | Narvik        | 3 jours   |        |
| 4     | Oblt. Henri Gosejacob | 5 février 1944   | Narvik       | 24 février 1944  | Porté disparu | 20 jours  |        |
| Total | Total                 | Total            | Total        | Total            | Total         | 147 jours | 0 t    |

Notes : Oblt. = Oberleutnant zur See

### Opérations Wolfpack
L'U-713 opéra avec les Wolfpacks (meute de loups) durant sa carrière opérationnelle.
- Monsun (3-26 octobre 1943)
- Werwolf (5-23 février 1944)